# Didemnum theca
Didemnum theca är en sjöpungsart som beskrevs av Kott 200. Didemnum theca ingår i släktet Didemnum och familjen Didemnidae. Inga underarter finns listade i Catalogue of Life.